# The Confession Tapes
The Confession Tapes è una serie di documentari televisivi del genere true crime del 2017 che presenta sei casi di possibili false confessioni, ottenute con metodi coercitivi, che hanno portano a diverse condanne per omicidio. Il documentario presenta visioni alternative di come il crimine (o incidente) avrebbe potuto aver luogo e include diversi esperti in false confessioni, diritto penale, errori giudiziari e psicologia. La prima stagione, prodotta e distribuita da Netflix, è diventata disponibile per tutti gli abbonati della sua piattaforma l'8 settembre 2017 mentre la seconda il 21 giugno 2019. I critici hanno elogiato la serie paragonandola ad altre serie documentaristiche true crime di Netflix come The Keepers e Making a Murderer.

## Episodi

### Prima stagione
| nº | Titolo originale      | Titolo italiano          | Diretto da       | Scritto da       | Rilascio mondiale |
| --- | --------------------- | ------------------------ | ---------------- | ---------------- | ----------------- |
| 1 | True East Part 1      | Il vero est: Parte 1     | Kelly Loudenberg | Kelly Loudenberg | 8 settembre 2017  |
| Dopo l'omicidio del 1994 di entrambi i suoi genitori e sua sorella Atif Rafay, insieme all'amico Sebastian Burns, divenne un sospettato. Sebbene gli omicidi siano avvenuti negli Stati Uniti, Rafay e Burns, cittadini canadesi, sono tornati in Canada dopo che la polizia locale non aveva trovato abbastanza prove per incriminarli. Tornati in Canada, in coordinamento con il Federal Bureau of Investigation degli Stati Uniti, la Royal Canadian Mounted Police usa la controversa tecnica di interrogatorio di Mr. Big per estrarre le confessioni dai sospetti assassini (creando una finta organizzazione criminale per farli confessare). |                       |                          |                  |                  |                   |
| 2 | True East Part 2      | Il vero est: Parte 2     | Kelly Loudenberg | Kelly Loudenberg | 8 settembre 2017  |
| Il processo di Atif Rafay e Sebastian Burns inizia a Seattle, Washington. La corte si rifiuta di consentire alla difesa di presentare prove su altri possibili colpevoli che potrebbero essere legati al gruppo estremista religioso Jamaat ul-Fuqra. Entrambi sono riconosciuti colpevoli e condannati all'ergastolo. Entrambi continueranno a dichiarare la loro innocenza. |                       |                          |                  |                  |                   |
| 3 | A Public Apology      | Pubbliche accuse         | Kelly Loudenberg | Kelly Loudenberg | 8 settembre 2017  |
| Nel 1997, Teresa Haught viene uccisa e la discoteca in cui è avvenuto il crimine viene bruciata. La polizia immediatamente considera Wesley Myers (il marito) colpevole per il crimine e, dopo ore di interrogatorio, ottiene tre confessioni: una per iscritto, una su nastro e una davanti a una giornalista televisiva. Myers nega la sua colpevolezza al processo e afferma che la sua confessione era falsa, ma, nonostante sia l'unica prova degli inquirenti, viene giudicato colpevole. Nel 2012, un nuovo processo viene aperto e dopo che un giudice ha stabilito che i diritti costituzionali di Myers furono violati, ma temendo un altro processo con giuria, Myers si dichiara colpevole di omicidio per Alford Plea e viene condannato alla libertà vigilata, quindi liberato. Myers continua a dichiarare la propria innocenza. |                       |                          |                  |                  |                   |
| 4 | Trial By Fire         | La prova del fuoco       | Kelly Loudenberg | Kelly Loudenberg | 8 settembre 2017  |
| Nel 2002 un incendio iniziato da una tanica di benzina colpisce una casa nella piccola città di Zeeland, nel Michigan, uccidendo Robin Boes (ragazza di 14 anni) per inalazione di fumo. Gli investigatori ottengono una confessione dalla madre della ragazza, Karen Boes e, grazie ad essa, viene processata, giudicata colpevole di omicidio di primo grado e condannata all'ergastolo senza possibilità di libertà condizionata. Nonostante questo continua a dichiarare la sua innocenza e a sostenere che la sua confessione fosse falsa ed estorta. |                       |                          |                  |                  |                   |
| 5 | 8th and H             | Tra l'ottava e H Street  | Kelly Loudenberg | Kelly Loudenberg | 8 settembre 2017  |
| Catherine Fuller, 49 anni, viene brutalmente violentata, derubata e assassinata a Washington D.C. nel 1984. L'indagine da parte degli investigatori si concentra su un gruppo noto come 8th and H (che secondo i partecipanti al documentario non è mai esistito). L'inchiesta è capillare e diciassette persone vengono arrestate per il crimine. Il principale testimone dello Stato, Clifton Yarborough (un quattordicenne), fa molti nomi di persone del quartiere legate all'omicidio. La polizia ignora le incongruenze nella storia di Yarborough, che lo stesso Yarborough abbia un basso QI e soffra di una disabilità nell'apprendimento. Tutti i diciassette uomini sono processati contemporaneamente, il che causa una difesa caotica e divisa; gli avvocati della difesa mettono gli imputati l'uno contro l'altro. La giuria ritiene che otto degli accusati sono colpevoli dopo mesi di processo. Successivamente gli appelli portano la causa fino alla Corte Suprema degli Stati Uniti. Sebbene il tribunale abbia respinto l'appello di Turner v. Stati Uniti, gli imputati dichiarano ancora la loro innocenza. |                       |                          |                  |                  |                   |
| 6 | The Labor Day Murders | Gli omicidi di Labor Day | Kelly Loudenberg | Kelly Loudenberg | 8 settembre 2017  |
| Durante il Labor Day nell'anno 2000, John Lavelle Lynn e Robert Arthur VanAllen, rispettivamente proprietario e impiegato di uno sfasciacarrozze, sono stati assassinati. Tra centinaia di potenziali testimoni, alla fine la polizia interroga Buddy Woodall, il nipote di uno degli uomini uccisi. Woodall confessa, non per l'omicidio, ma per l'aver aiutato un altro uomo, David Wimberly, a compiere l'omicidio. Gli uomini vengono processati separatamente e Woodall viene condannato; ma, a causa della mancanza di prove, la causa contro Wimberly è stata ritirata dal pubblico ministero. Nel 2014, la Corte Suprema della Georgia conferma la condanna di Woodall, nonostante i presunti problemi con il processo e la condotta della polizia. Buddy Woodall continua a dichiarare la propria innocenza. |                       |                          |                  |                  |                   |
| 7 | Down River            | Lungo il fiume           | Kelly Loudenberg | Kelly Loudenberg | 8 settembre 2017  |
| Durante una gita in famiglia, la station wagon Ford LTD di Lawrence DeLisle cade in acqua al largo di un molo a Downriver, nel Michigan, con se stesso, sua moglie e tutti e quattro i suoi figli all'interno. Quando l'auto colpisce l'acqua, il parabrezza si spezza, permettendo a DeLisle e alla moglie di liberarsi. I soccorritori cercano di salvare i quattro bambini, ma nessuno di loro riesce a sopravvivere. DeLisle inizialmente sostiene che ha avuto un crampo alla gamba causando la perdita del controllo del veicolo. Successivamente, durante un interrogatorio, confessa la volontà di compiere un omicidio volontario. Il suo avvocato successivamente ha sostenuto che l'ammissione della colpa deve ricercarsi in una sorta d'ipnosi. Mentre la corte rigetta la confessione inammissibile esse rimane disponibile per i media. Nel processo che segue i media, i giornali e le televisioni commentano il video senza riprodurlo direttamente (il che sarebbe contrario all'ordine del tribunale). Nonostante la confessione non sia mai stata letta in tribunale e sia stata invalidata, la giuria giudica DeLisle colpevole per quattro omicidi e il tentato omicidio di sua moglie. Nonostante tutti gli appelli, DeLisle continua a dichiararsi innocente, incolpando invece la macchina per l'accaduto. |                       |                          |                  |                  |                   |

### Seconda stagione
| nº | Titolo originale | Titolo italiano | Diretto da       | Scritto da       | Rilascio mondiale |
| --- | ---------------- | --------------- | ---------------- | ---------------- | ----------------- |
| 1 | Gaslight         | Manipolazione   | Kelly Loudenberg | Kelly Loudenberg | 21 giugno 2019    |
| Senza un avvocato che lo consiglia un camionista stanco confessa di aver ucciso una ragazza di 17 anni a seguito di un estenuante interrogatorio. |                  |                 |                  |                  |                   |
| 2 | Joyride          | Corsa illecita  | Kelly Loudenberg | Kelly Loudenberg | 21 giugno 2019    |
| Un doppio omicidio nel Nebraska porta a una forsennata caccia all'uomo e a una serie bizzarra di confessioni che provocano più domande che risposte. |                  |                 |                  |                  |                   |
| 3 | Deep Down        | Nel profondo    | Kelly Loudenberg | Kelly Loudenberg | 21 giugno 2019    |
| Dopo una lunga ed estenuante confessione alla polizia Angelika Grawald ammette di aver svitato il tappo del kayak del fidanzato (cosa che, secondo gli inquirenti, ne ha provocato la morte). Poliziotti e media si lanciano sulla vicenda come avvoltoi. |                  |                 |                  |                  |                   |
| 4 | Marching Orders  | Agli ordini     | Kelly Loudenberg | Kelly Loudenberg | 21 giugno 2019    |
| Dopo gli attentati alle torri gemelle dell'11 settembre 2001 il panico di massa negli Stati Uniti esplode e anni dopo la vicenda Hamid Hayat viene portato, dagli agenti, ad ammettere di aver partecipato a un campo terroristico di Al Qaida e per questo verrà condannato a 24 anni di carcere. Gli avvocati e la sua famiglia si chiedono se la confessione registrata riveli una verità molto diversa. |                  |                 |                  |                  |                   |

## Critica
La ricezione della serie è stata per lo più positiva. The Daily Beast lo ha definito "straziante", dicendo che "solidifica ulteriormente" Netflix come "principale fornitore di TV non-fiction true-crime". il sito JOE ha definito la serie "avvincente". Una delle donne presenti nella serie, Karen Boes, ha detto a WCRZ che era fiduciosa che il documentario l'avrebbe aiutata a scagionarsi. Scientific American ha elogiato la serie, affermando che dimostra che "dobbiamo cambiare il modo in cui la polizia esegue gli interrogatori".